# Myndus apicemaculata
Myndus apicemaculata är en insektsart som beskrevs av Synave 1959. Myndus apicemaculata ingår i släktet Myndus och familjen kilstritar. Inga underarter finns listade i Catalogue of Life.